# Chrysolarentia squamulata
Espèce
Chrysolarentia squamulata une espèce de papillons de la famille des Geometridae qui se rencontre en Australie.